# فتحة ديناميكية
في علم الصوتيات ، تعتبر الفتحة الديناميكية متشبهة للفتحة كما في التصوير الفوتوغرافي. يمكن برمجة المصفوفات الموجودة في سونار المسح الجانبي لنقل عدد قليل من العناصر في وقت واحد أو نقل جميع العناصر في وقت واحد. كلما زاد عدد العناصر المرسلة، كلما كان الشعاع أضيق وكانت الدقة أفضل.
تُعرف نسبة عمق التصوير إلى حجم الفتحة بالرقم-F. تحافظ الفتحة الديناميكية على هذا الرقم ثابتًا عن طريق زيادة الفتحة بعمق التصوير إلى ان لا يمكن زيادة الفتحة المادية. تحتوي آلة الموجات فوق الصوتية الطبية الحديثة على رقم F نموذجي يبلغ 0.5.
تنتج أنظمة سونار المسح الجانبي الصور عن طريق تشكيل «حزم» زاوية. يتم تحديد عرض الشعاع حسب طول مصفوفة السونار، بينما تحل الحزم الأضيق التفاصيل الدقيقة. توفر المصفوفات الأطول ذات الحزم الأضيق دقة مكانية أكثر دقة.